# Hermine Dasovsky
Hermine Dasovsky (geboren am 13. März 1903 in Wien; gestorben am 8. Juni 1964 ebenda) war eine Wiener Gastwirtin, die während des Nazi-Regimes im Stadtteil Lobau unter Lebensgefahr für mehrheitlich jüdische Zwangsarbeiter in einem Arbeitslager eine zusätzliche Verpflegung organisierte.

## Wirken
Hermine Dasovsky führte im 22. Wiener Gemeindebezirk in der Lobau eine kleine Gastwirtschaft mit dem Namen „Schönes Platzerl“. Während der Nazi-Herrschaft wurde 1939 ganz in der Nähe ein Arbeitslager für jüdische Zwangsarbeiter errichtet. Es handelte sich größtenteils um belgische, französische, jugoslawische sowie ungarische Insassen.
Hermine Dasovsky kam ab 1939 vermehrt mit ihnen in Kontakt. Sie beschloss – unter Einsatz ihres Lebens – die Zwangsarbeiter mit zusätzlichen Speisen und Getränken zu versorgen. Der Gefahr um sich selbst war sie sich bewusst, organisierte dennoch bis 1944 die zusätzliche Verpflegung für die Insassen und verhinderte so für viele den Hungertod.
Nach Ende des Zweiten Weltkrieges wurde Hermine Dasovskys Courage und ihr Einstehen für jüdische Gefangene sehr geschätzt. Einer breiten Öffentlichkeit wurde ihre Zivilcourage erst durch die Wanderausstellung Donaustädter Frauenzimmer im Jahr 2011 bekannt.
Hermine Dasovskys Grab befindet sich auf dem Friedhof Kagran.

## Ehrungen
Auf Beschluss des Gemeinderatsausschusses für Kultur und Wissenschaft am 28. Februar  2012 wurde im 22. Wiener Gemeindebezirk im neu entstehenden Stadtteil Seestadt Aspern ihr zu Ehren der Hermine-Dasovsky-Platz benannt.
Mit Hermine Dasovsky – Mutter der Kriegsgefangenen schuf die Schauspielerin Vanessa Payer Kumar eine Theaterminiatur über die mutige Gastwirtin, die in der unmenschlichen Nazi-Zeit Kriegsgefangenen das Leben erleichterte.